# Notre-Dame-de-Monts
Ne doit pas être confondu avec Notre-Dame-des-Monts.
Notre-Dame-de-Monts est une commune du Centre-Ouest de la France, située sur la côte de Lumière, dans le département de la Vendée en région Pays de la Loire.

## Géographie

### Localisation
L'essentiel du bourg est isolé des plages par un cordon dunaire planté de pins constituant une partie de la forêt des Pays de Monts qui longe la côte sur 25 km du nord au sud, entre La Barre-de-Monts et Saint-Hilaire-de-Riez. De l'autre côté de cette « coulée verte », large ici d'à peine 100 mètres que l'on traverse grâce à quelques avenues boisées, se trouve le front de mer, deuxième ensemble urbain plus petit, à l'ouest du cordon.

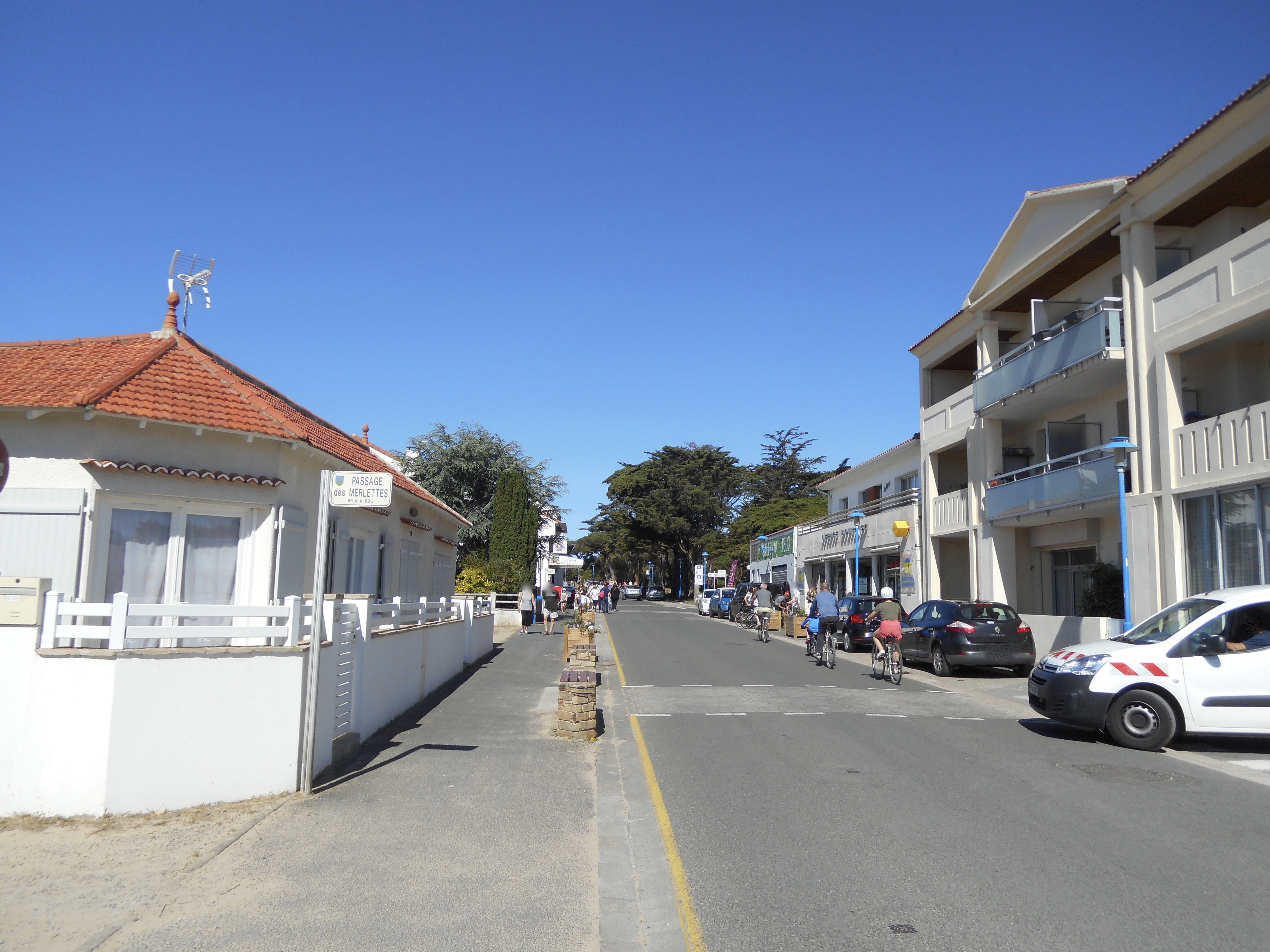
Centre de Notre-Dame-de-Monts.

Le territoire municipal de Notre-Dame-de-Monts s’étend sur 2 076 hectares en grande partie sur le marais breton-vendéen. L’altitude moyenne de la commune est de 2 mètres, avec des niveaux fluctuant entre 1 et 20 mètres,.
Les communes limitrophes sont La Barre-de-Monts et Saint-Jean-de-Monts.

### Climat
Pour des articles plus généraux, voir Climat des Pays de la Loire et Climat de la Vendée.
En 2010, le climat de la commune est de type climat méditerranéen altéré, selon une étude du CNRS s'appuyant sur une série de données couvrant la période 1971-2000. En 2020, Météo-France publie une typologie des climats de la France métropolitaine dans laquelle la commune est exposée à un climat océanique et est dans la région climatique  Bretagne orientale et méridionale, Pays nantais, Vendée, caractérisée par une faible pluviométrie en été et une bonne insolation. 
Pour la période 1971-2000, la température annuelle moyenne est de 12,4 °C, avec une amplitude thermique annuelle de 12,6 °C. Le cumul annuel moyen de précipitations est de 751 mm, avec 12,4 jours de précipitations en janvier et 5,9 jours en juillet. Pour la période 1991-2020, la température moyenne annuelle observée sur la station météorologique de Météo-France la plus proche, « Saint-Jean de Monts », sur la commune de Saint-Jean-de-Monts à 7 km à vol d'oiseau, est de 13,1 °C et le cumul annuel moyen de précipitations est de 783,4 mm,. Pour l'avenir, les paramètres climatiques de la commune estimés pour 2050 selon différents scénarios d'émission de gaz à effet de serre sont consultables sur un site dédié publié par Météo-France en novembre 2022.

## Urbanisme

### Typologie
Au 1er janvier 2024, Notre-Dame-de-Monts est catégorisée bourg rural, selon la nouvelle grille communale de densité à sept niveaux définie par l'Insee en 2022.
Elle appartient à l'unité urbaine de Saint-Hilaire-de-Riez, une agglomération intra-départementale regroupant sept  communes, dont elle est une commune de la banlieue,,. Par ailleurs la commune fait partie de l'aire d'attraction de Saint-Jean-de-Monts, dont elle est une commune du pôle principal,. Cette aire, qui regroupe 2 communes, est catégorisée dans les aires de moins de 50 000 habitants,.
La commune, bordée par l'océan Atlantique, est également une commune littorale au sens de la loi du 3 janvier 1986, dite loi littoral. Des dispositions spécifiques d’urbanisme s’y appliquent dès lors afin de préserver les espaces naturels, les sites, les paysages et l’équilibre écologique du littoral, tel le principe d'inconstructibilité, en dehors des espaces urbanisés, sur la bande littorale des 100 mètres, ou plus si le plan local d’urbanisme le prévoit.

### Occupation des sols
L'occupation des sols de la commune, telle qu'elle ressort de la base de données européenne d’occupation biophysique des sols Corine Land Cover (CLC), est marquée par l'importance des territoires agricoles (65,4 % en 2018), en diminution par rapport à 1990 (68,6 %). La répartition détaillée en 2018 est la suivante : 
prairies (36,1 %), terres arables (29,3 %), forêts (15 %), zones urbanisées (14,8 %), zones industrielles ou commerciales et réseaux de communication (1,6 %), espaces verts artificialisés, non agricoles (1,5 %), milieux à végétation arbustive et/ou herbacée (1,3 %), espaces ouverts, sans ou avec peu de végétation (0,4 %). L'évolution de l’occupation des sols de la commune et de ses infrastructures peut être observée sur les différentes représentations cartographiques du territoire : la carte de Cassini (XVIIIe siècle), la carte d'état-major (1820-1866) et les cartes ou photos aériennes de l'IGN pour la période actuelle (1950 à aujourd'hui).

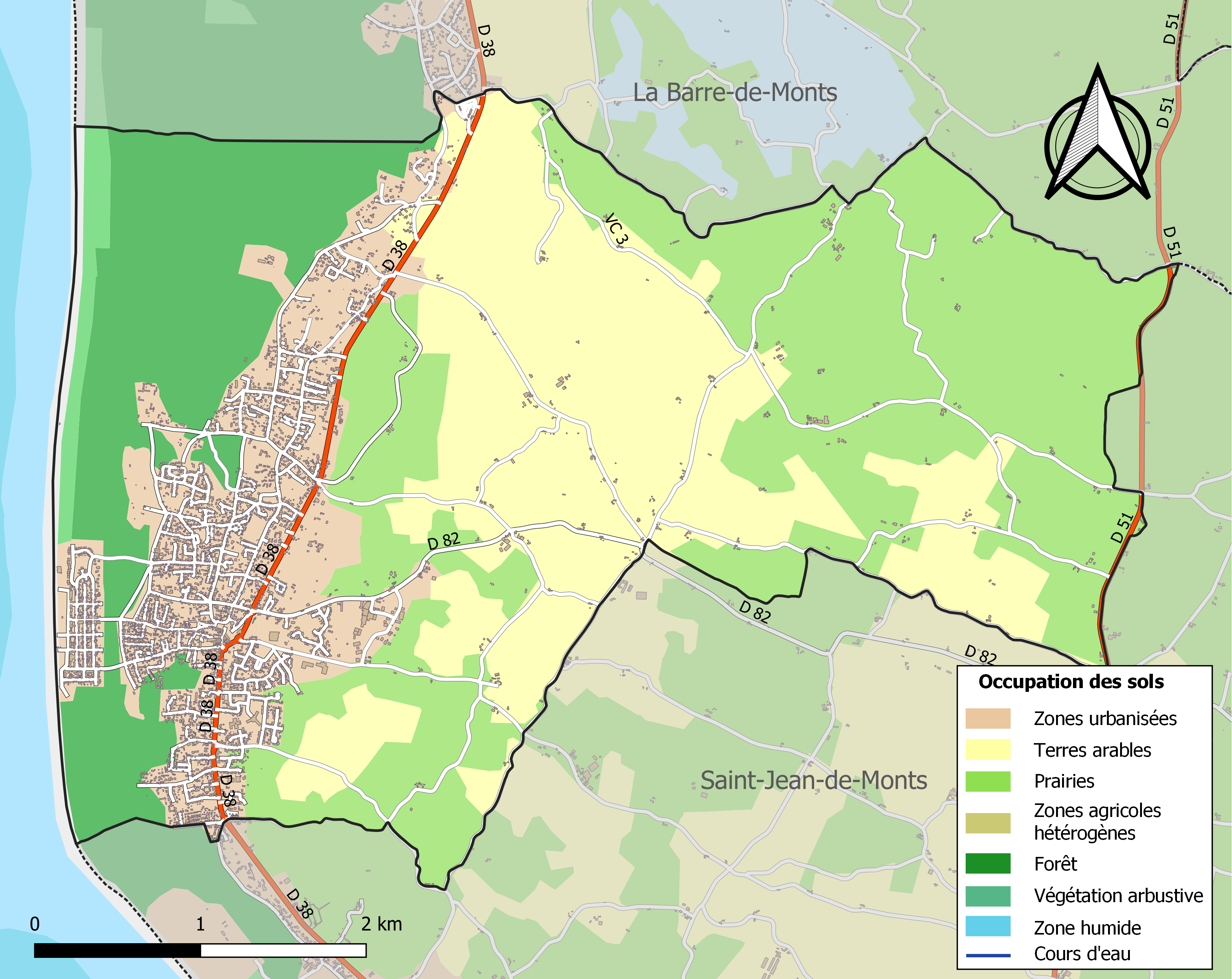
Carte des infrastructures et de l'occupation des sols de la commune en 2018 (CLC).

## Historique
La première mention historique de Notre-Dame-de-Monts date de 1105 où il est fait mention de l'église de Montibus. La découverte récente en forêt d'un fragment de ferret datant de l'époque mérovingienne laisse présumer une fréquentation ou un lieu d'habitation à cette époque.

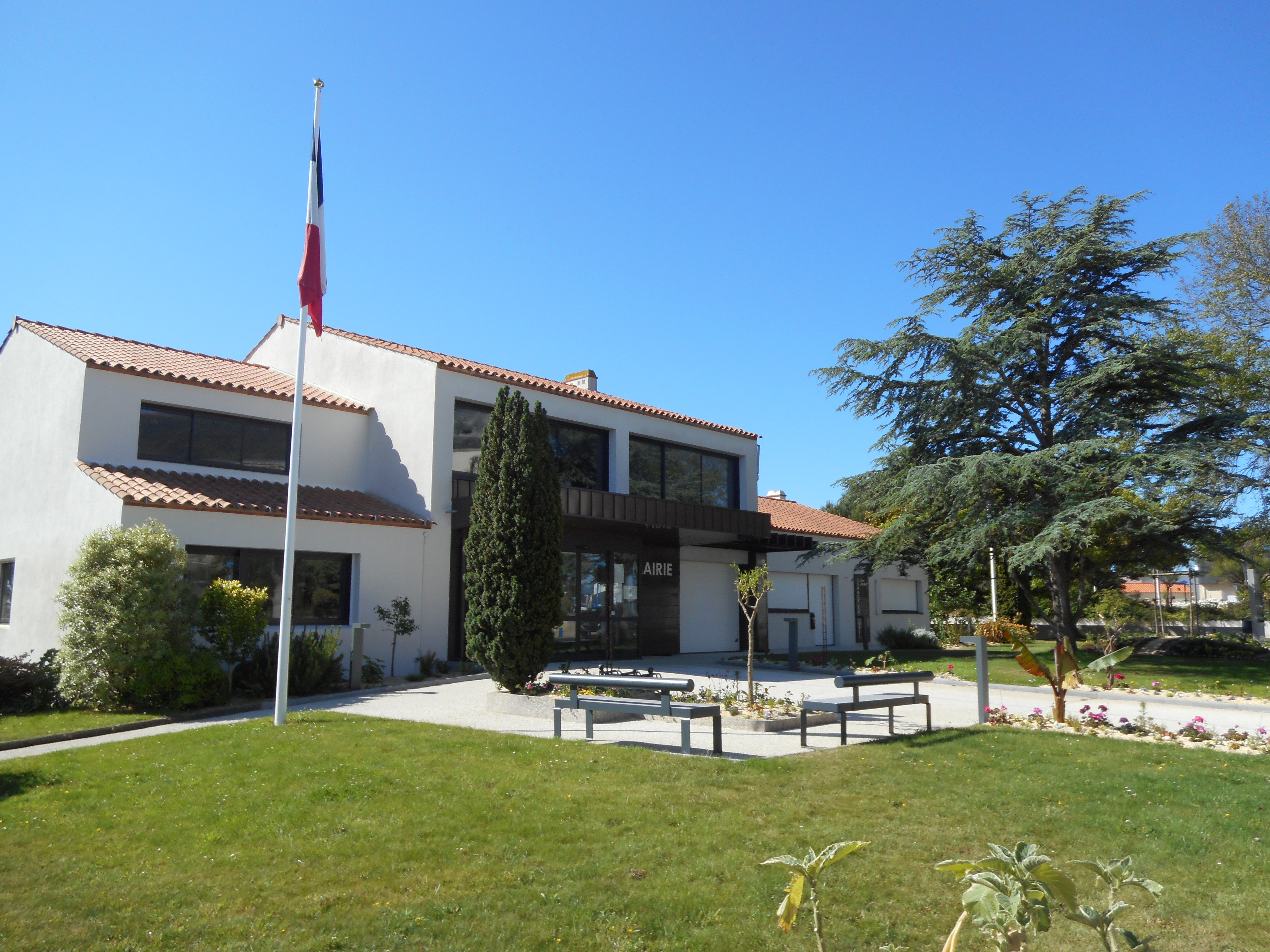
Mairie de Notre-Dame-de-Monts.

## Politique et administration

### Jumelage

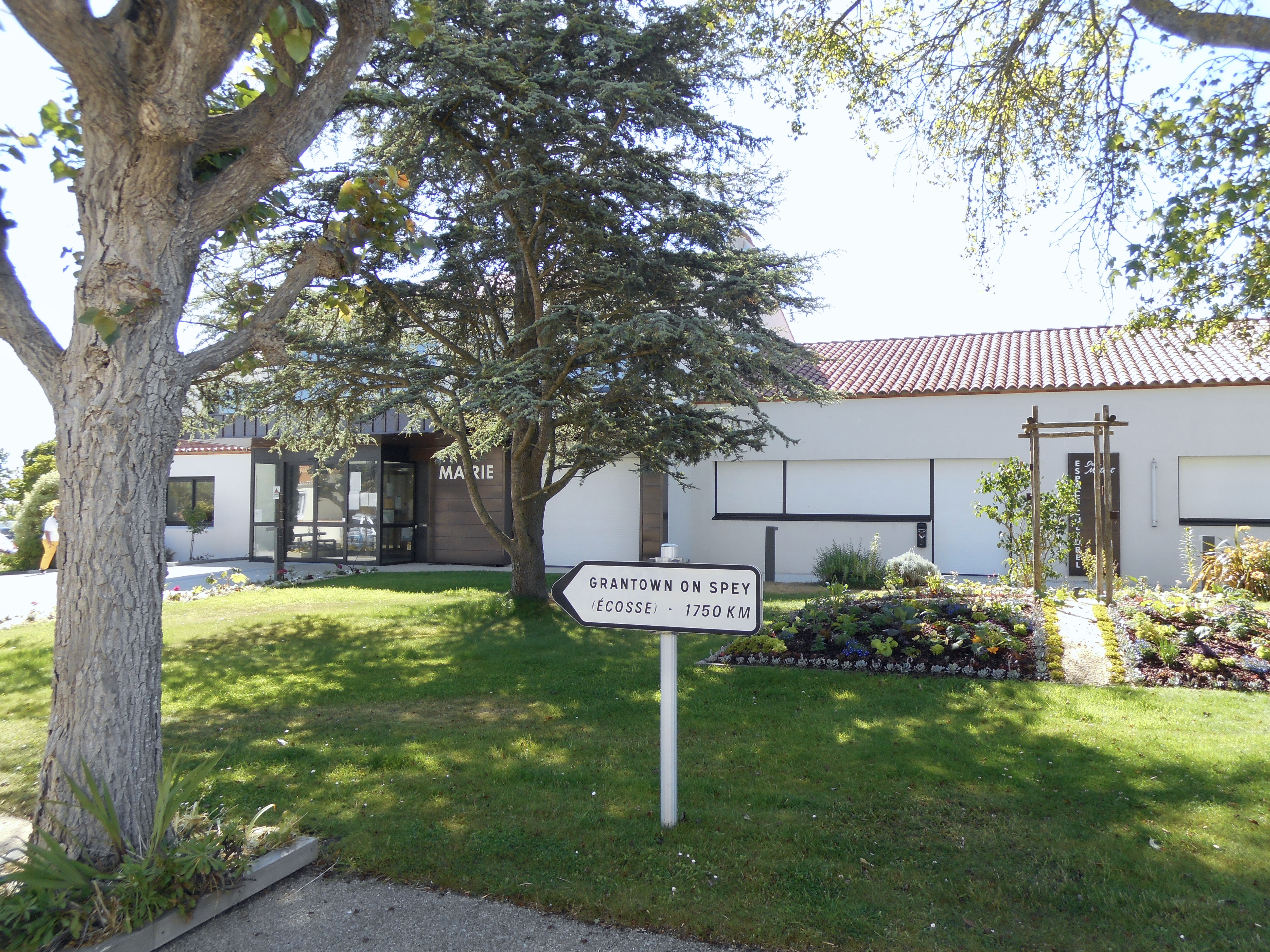
Panneau de signalisation indiquant la direction de Grantown-on-Spey.

- Grantown-on-Spey

## Environnement
Notre-Dame-de-Monts a obtenu quatre fleurs au Concours des villes et villages fleuris (palmarès 2007).
La flamme postale de la localité était intitulée dans les années 1980 : Station balnéaire, et sous-titrée : Plage, forêt, camping, sur fond d'océan, d'un voilier, de pins et de l'esplanade du bord de mer.

## Population et société

### Démographie

#### Évolution démographique
L'évolution du nombre d'habitants est connue à travers les recensements de la population effectués dans la commune depuis 1793. Pour les communes de moins de 10 000 habitants, une enquête de recensement portant sur toute la population est réalisée tous les cinq ans, les populations de référence des années intermédiaires étant quant à elles estimées par interpolation ou extrapolation. Pour la commune, le premier recensement exhaustif entrant dans le cadre du nouveau dispositif a été réalisé en 2008.

En 2022, la commune comptait 2 293 habitants, en évolution de +10,99 % par rapport à 2016 (Vendée : +5,33 %, France hors Mayotte : +2,11 %).
| 1793  | 1800  | 1806  | 1821  | 1831  | 1836  | 1841  | 1846  | 1851  |
| ----- | ----- | ----- | ----- | ----- | ----- | ----- | ----- | ----- |
| 1 831 | 2 019 | 2 321 | 2 706 | 2 768 | 2 696 | 2 742 | 2 890 | 2 869 |

| 1856  | 1861  | 1866  | 1872  | 1876  | 1881  | 1886  | 1891  | 1896  |
| ----- | ----- | ----- | ----- | ----- | ----- | ----- | ----- | ----- |
| 1 376 | 1 345 | 1 339 | 1 149 | 1 186 | 1 213 | 1 281 | 1 351 | 1 369 |

| 1901  | 1906  | 1911  | 1921  | 1926  | 1931  | 1936  | 1946  | 1954  |
| ----- | ----- | ----- | ----- | ----- | ----- | ----- | ----- | ----- |
| 1 330 | 1 358 | 1 336 | 1 216 | 1 165 | 1 191 | 1 196 | 1 269 | 1 214 |

| 1962  | 1968  | 1975  | 1982  | 1990  | 1999  | 2006  | 2008  | 2013  |
| ----- | ----- | ----- | ----- | ----- | ----- | ----- | ----- | ----- |
| 1 272 | 1 349 | 1 376 | 1 325 | 1 333 | 1 528 | 1 772 | 1 841 | 1 997 |

| 2018  | 2022  | - | - | - | - | - | - | - |
| ----- | ----- | - | - | - | - | - | - | - |
| 2 143 | 2 293 | - | - | - | - | - | - | - |

#### Pyramide des âges
La population de la commune est relativement âgée.
En 2018, le taux de personnes d'un âge inférieur à 30 ans s'élève à 19,1 %, soit en dessous de la moyenne départementale (31,6 %). À l'inverse, le taux de personnes d'âge supérieur à 60 ans est de 49,7 % la même année, alors qu'il est de 31,0 % au niveau départemental.
En 2018, la commune comptait 1 009 hommes pour 1 134 femmes, soit un taux de 52,92 % de femmes, légèrement supérieur au taux départemental (51,16 %).
Les pyramides des âges de la commune et du département s'établissent comme suit.
| Hommes | Classe d’âge | Femmes |
| ------ | ------------ | ------ |
| 1,1    | 90 ou +      | 4,0    |
| 13,3   | 75-89 ans    | 16,5   |
| 32,0   | 60-74 ans    | 32,2   |
| 21,8   | 45-59 ans    | 17,1   |
| 12,2   | 30-44 ans    | 11,6   |
| 10,3   | 15-29 ans    | 8,1    |
| 9,3    | 0-14 ans     | 10,6   |

| Hommes | Classe d’âge | Femmes |
| ------ | ------------ | ------ |
| 0,8    | 90 ou +      | 2,2    |
| 8,7    | 75-89 ans    | 11,1   |
| 20,3   | 60-74 ans    | 21,3   |
| 20     | 45-59 ans    | 19,4   |
| 17,5   | 30-44 ans    | 16,8   |
| 15     | 15-29 ans    | 13,2   |
| 17,7   | 0-14 ans     | 16,1   |

## Culture et patrimoine

### Lieux et monuments
- Église Notre-Dame-de-l'Assomption.

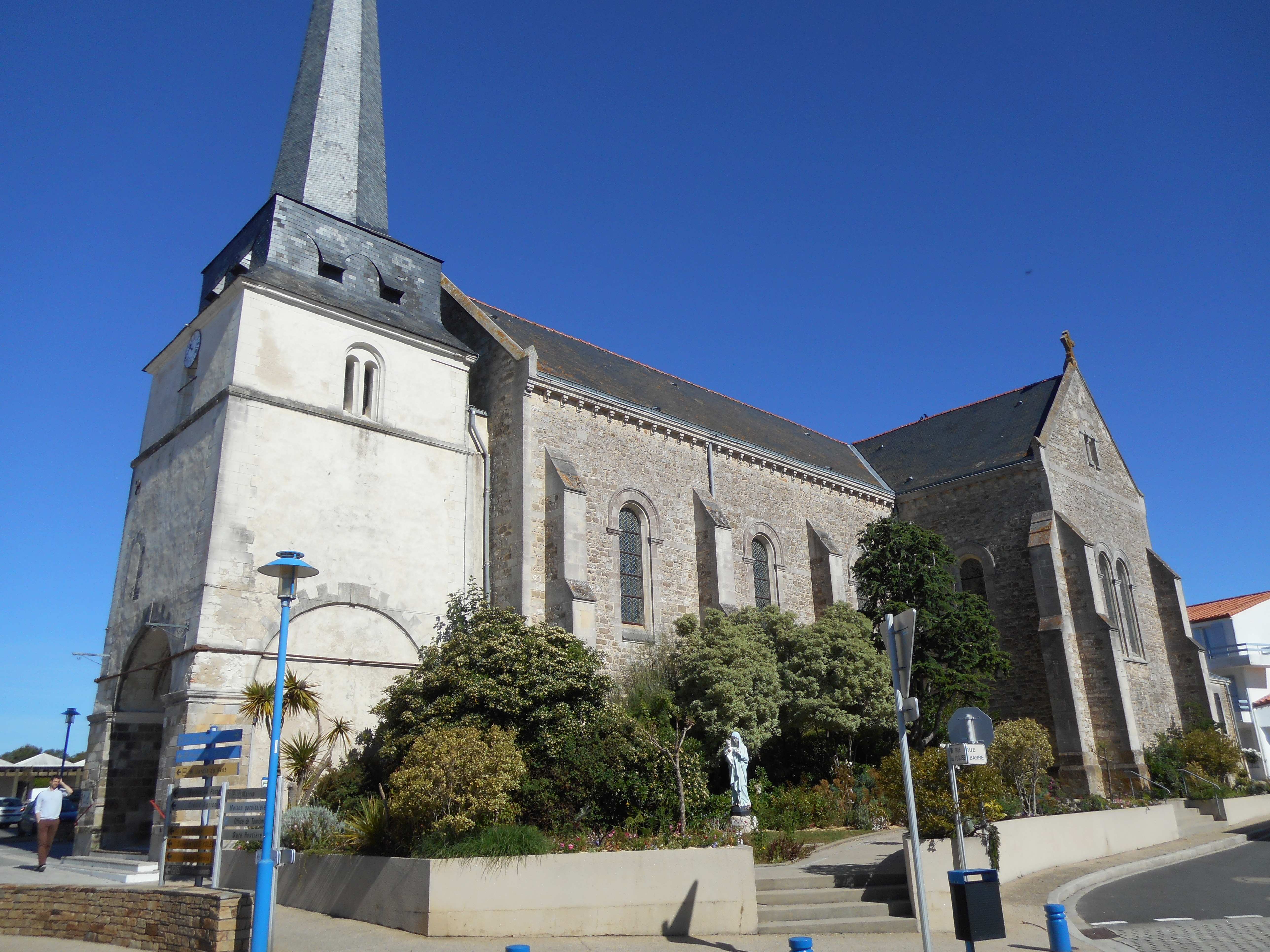
Profil de l'église Notre-Dame-de-l'Assomption.

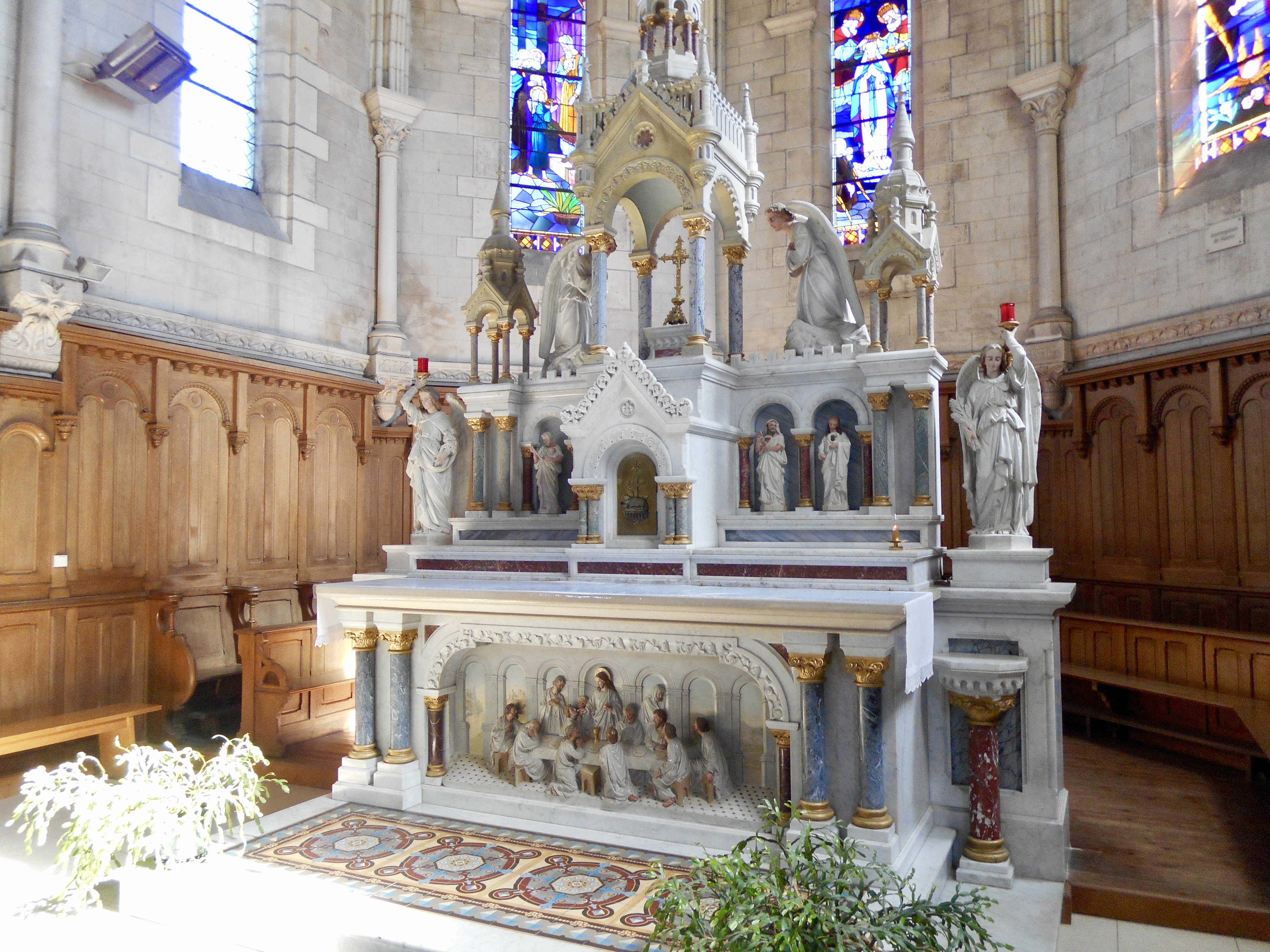
Retable de l'église Notre-Dame-de-l'Assomption.

Le cinéma Les Yoles est principalement ouvert pendant la saison estivale.

### Festival
Depuis 1993, la ville est animée au printemps et en été par le festival « La Déferlante ». Diverses manifestations culturelles gratuites sont organisées par l'association éponyme dans neuf stations balnéaires de la région Pays de la Loire qui sont du nord au sud : Saint-Brevin-les-Pins, Pornic, Barbâtre, Notre-Dame-de-Monts, Saint-Jean-de-Monts, Saint-Hilaire-de-Riez, Saint-Gilles-Croix-de-Vie, Les Sables-d'Olonne et La Tranche-sur-Mer.
Depuis 1992, a lieu chaque année le plus grand Festival sur la côte Atlantique de cerfs-volants, le Festival à Tout Vent. Sur la plage de Notre-Dame-de-Monts, plus de 30 000 spectateurs sont attirés par ces drôles d'objets célestes et nombreuses animations terrestres pour toute  la famille. En 2011, plus de 200 cerfs-volistes français, européens et internationaux ont participé à la fête. Ces derniers font voler tout au long du week-end tous les types de cerfs-volants possibles et imaginables : statiques, monofils, pilotables, kite, géants... Des animations pour les enfants sont aussi offertes : ateliers de constructions, baptêmes de nounours, lâchers de bonbons, démonstrations de cerfs-volants, balades nature, baptêmes de char à voile et sports nautiques... En 2012, le festival a lieu du 6 au 9 juillet.

### Personnalités liées à la commune
- Jean-Paul Bourcereau, né à Notre-Dame-de-Monts
- Auguste Burgaud

### Héraldique
| Blason | Blasonnement : D'azur au mont de trois coupeaux d'or, posé sur une champagne ondée de sinople, surmonté d'une étoile d'argent. |